# Pfad zur linken Hand

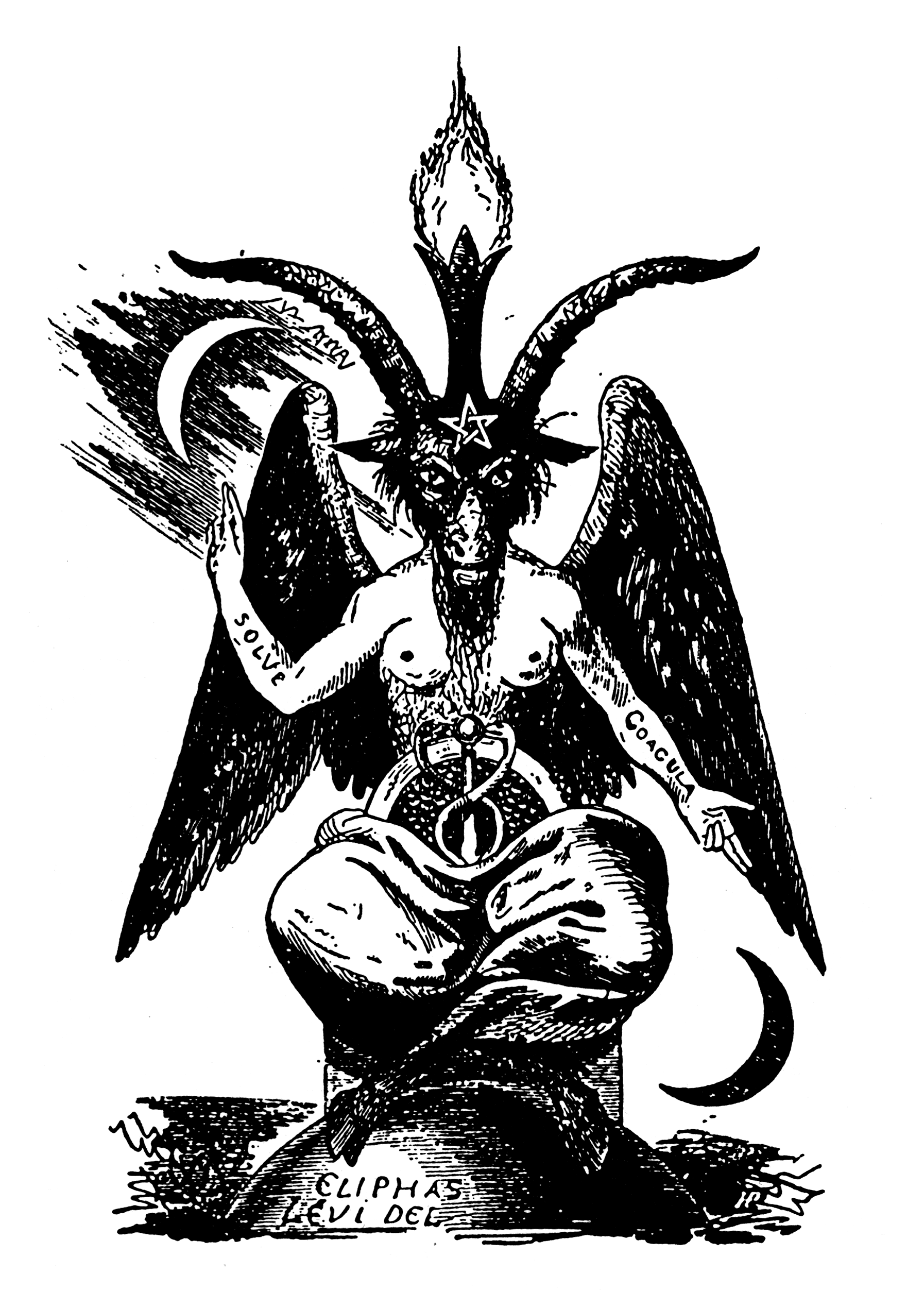
Der Baphomet (von Éliphas Lévi), eine adoptierte Figur einiger LHP-Religionen

Als Pfad zur linken Hand, Pfad der linken Hand oder Left-Hand Path (LHP) werden verschiedene religiöse (auch okkulte oder magische) Ausrichtungen bezeichnet, die dem etablierten, „rechten“ Glauben gegenüberstehen. Die begriffliche Unterscheidung des Pfades zur Linken Hand (Sanskrit: Vama Marga) und des Pfades zur Rechten Hand (sanskrit: Dakshina Marga) stammt ursprünglich aus dem Hindu-Tantra. Vama kann sowohl mit „linke (Hand)“ als auch mit „Frau“ übersetzt werden, Marga mit „Weg“ oder „Pfad“.
Der LHP steht im Gegensatz zum stärker verbreiteten „Right Hand Path“ (RHP) für die Bejahung der weltlichen Existenz und der Vergöttlichung des individuellen Ichs. Westliche okkulte Strömungen wie Thelema, Satanismus, Setianismus, Midgardorden oder Saturngnosis werden gelegentlich unter der gemeinsamen Kategorie „Pfad zur linken Hand“ eingeordnet.

## Vama Marga
Etymologisch lässt sich der Begriff des Vama Marga primär auf zwei bestimmte Aspekte zurückführen:
- In Indien besteht nicht immer die Möglichkeit, sich die Hände zu waschen. Deshalb werden dort gemäß der Tradition alle schmutzigen bzw. unhygienischen Tätigkeiten mit der linken Hand ausgeführt. Die rechte Hand bleibt sauber bzw. „rein“, weshalb sie zur Nahrungsaufnahme usw. verwendet wird.
- Die Energie des Weiblichen wird im Tantra der linken Seite zugeordnet. Bei tantrischen Sexualriten, welche im originären LHP von entscheidender Wichtigkeit sind, wird die Frau daher zur linken Seite des Mannes positioniert.

Aus diesem Grunde wird die linke Seite in Indien sowohl mit der Überschreitung gesellschaftlicher Tabus als auch der dynamischen Energie der Shakti assoziiert. So ist einem Hindu, der den Pfad zur rechten Hand beschreitet rituell verboten, Fleisch (मांस, Mamsa), Fisch (मत्स्य, Matsya) und berauschende Mittel wie Alkohol (मद, Mada) zu konsumieren. Diese Dinge sind umgekehrt einer Person, die den linken Pfad beschreitet, nicht nur erlaubt, sondern als Bestandteil der religiösen Praxis sogar geboten.
Es lassen sich jedoch auch in anderen Kulturen Parallelen finden. So bedeutet etwa das lateinische Wort „sinister“ sowohl „links“ als auch „dunkel, finster“.
Linkshändiges oder rotes Tantra bedeutet im Zusammenhang mit dem westlichen Neotantra, dass in den Seminaren der betreffenden Tantraschule sehr viel mit sexuellen Übungen gearbeitet wird, die auch den Geschlechtsverkehr einschließen können. Dies ist allerdings nur bei wenigen westlichen Tantraschulen der Fall.

## Stephen Flowers
Stephen Flowers skizziert in seiner Abhandlung Lords of the Left-Hand Path ein interkulturelles Modell des LHP, das wie folgt aufgebaut ist:
Das Universum ist die Gesamtheit allen Seins. Für das menschliche Subjekt untergliedert es sich in das Erkennbare und das Unerkennbare. Dieses komplexe Modell gestattet zumindest zwei basale Unterscheidungskategorien:
- Das Objektive Universum (OU) ist der Kosmos bzw. die Weltordnung. Der Mensch ordnet ihm für gewöhnlich bestimmte Gesetze bzw. Konstanten in Raum und Zeit zu. Das OU kann sowohl mit der „Natur“, als auch – in pantheistischen Strömungen – mit Gott identifiziert werden. Orthodoxe Religionssysteme postulieren die Möglichkeit der Vereinigung eines Subjekts mit dem OU mittels mystischer Riten, während die modernen Naturwissenschaften eine präzise, rationale Erfassung des OUs anstreben. Das OU ist der Ursprung aller Materie.

- Das Subjektive Universum (SU) ist die „Welt“ einer jeden empfindsamen Entität. Es gibt so viele subjektive Universen, wie es empfindsame Wesen gibt. Eine Erfahrung des objektiven Universums ist in der Regel nur indirekt (gefiltert durch die Wahrnehmung des subjektiven Universums) möglich. Das SU scheint nicht denselben Gesetzen wie das OU unterworfen zu sein, da es auf mentalen Prozessen basiert. In diesem Sinne ist das SU „unnatürlich“ bzw. „akosmisch“.

Die „Unnatürlichkeit“ des subjektiven Universums wird besonders dort explizit, wo menschliche Subjekte eine künstliche Veränderung in der physikalischen Welt herbeiführen – Bauwerke, Kunst, politische Strukturen, Literatur usw. Dies erfordert ein reflexives Bewusstsein. Obgleich an dieselben materiellen Grundlagen des objektiven Universums gebunden, gibt es keine völlig identischen subjektiven Universen.
Wir finden in allen subjektiven Universen eine universelle Gemeinsamkeit – die Separation vom objektiven Universum, die durch das Bewusstsein eingeleitet wurde. Dieses Prinzip der Separation ist zugleich eine Qualität des objektiven Universums. Wir können hier von einem ontologischen Prinzip der „Isolierten Intelligenz“, dem separaten Subjektiven Universum „an sich“, sprechen.
Westliche religiöse Strömungen des Pfades zur Linken Hand identifizieren die „Isolierte Intelligenz“ als Archetyp mit einer bestimmten göttlichen Entität. Personifiziert kann die „Isolierte Intelligenz“ auch mit dem westlichen Begriff des „Fürsten der Finsternis“ bezeichnet werden. Mythologische Ausformungen des „Fürsten der Finsternis“ sind z. B. Seth, Satan oder Tezcatlipoca.
Adepten des Pfades zur Linken Hand erfüllen zwei Hauptkriterien: Apotheose und Antinomismus.
- Apotheose basiert auf den Unterkategorien Individualismus bzw. Selbstbewusstsein, Initiation und Magie.

- Antinomismus schließt die heterogenen Elemente eines jeweiligen Sozialsystems ein. Ein Adept des LHP strebt eine ethische Position jenseits von Gut und Böse (vgl. Friedrich Nietzsche) an.

LHP-Systeme können entweder auf eine souveräne Position in der materiellen Welt („objektivistisch“) oder auf eine absolute Separation vom objektiven Universum („transzendent“) ausgerichtet sein. Es gibt natürlich auch Positionen, die sich zwischen diesen beiden Extremen befinden.

## Dave Evans
Der Historiker Dave Evans beschreibt Adepten des Pfades zur linken Hand folgendermaßen:
- Ablehnen von sozialen Konventionen und des Status quo, was von einigen als Suche nach spiritueller Freiheit gedeutet wird. Adepten des Pfades zur linken Hand verwenden magische Praktiken, die als Tabu gesehen werden, z. B. Sexualmagie oder satanistische Symbolik.[1]
- Infragestellung von religiösen und moralischen Dogmen, stattdessen die Suche nach einem persönlichen Anarchismus.[2]

## Kritik
Die Bezeichnungen „Pfad zur linken Hand“ und „Pfad zur rechten Hand“ wird von verschiedenen Okkultisten kritisiert. So meinte Andrew D. Chumbley, dass diese Begriffe lediglich „theoretische Konstrukte“ sind und sich ein Magiker mit beiden Formen beschäftigen kann – er verglich es damit, dass jeder Mensch eine rechte und eine linke Hand hat, die demselben Meister dient. Auch John Belham-Payne meinte: „Für mich ist Magie Magie“.